# سکوبلای، لایکوواتس
سکوبلای (صربی: Skobalj}} یک منطقهٔ مسکونی در صربستان است که در Lajkovac واقع شده‌است.